# Lijst van voetbalinterlands Nederland - Turkije (vrouwen)
Deze lijst van voetbalinterlands is een overzicht van alle voetbalwedstrijden tussen de nationale vrouwenteams van Nederland en Turkije. Nederland en Turkije hebben 2 keer tegen elkaar gespeeld. De eerste onderlinge ontmoeting was op 3 september 2019 in Heerenveen, een wedstrijd tijdens de kwalificatie voor het EK 2021.

## Wedstrijden
| № | Plaats     | Datum            | Competitie           | Wedstrijd           | Uitslag |
| - | ---------- | ---------------- | -------------------- | ------------------- | ------- |
| 1 | Heerenveen | 3 september 2019 | EK 2021 kwalificatie | Nederland − Turkije | 3 − 0   |
| 2 | İzmir      | 8 november 2019  | EK 2021 kwalificatie | Turkije − Nederland | 0 − 8   |

## Samenvatting
| Competitie      | Totaal gespeeld | Winst Nederland | Gelijk | Winst Turkije | Doelsaldo Nederland – Turkije |
| --------------- | --------------- | --------------- | ------ | ------------- | ----------------------------- |
| EK-kwalificatie | 2               | 2               | 0      | 0             | 11 − 0                        |
| Totaal          | 2               | 2               | 0      | 0             | 11 − 0                        |